# 巴西尼地区伊斯
巴西尼地区伊斯（法語：Is-en-Bassigny，法語發音：[is ɑ̃ basiɲi]）是法国上马恩省的一个市镇，位于该省东南部，属于肖蒙区。该市镇总面积19.37平方公里，2009年时的人口为579人。

## 人口
巴西尼地区伊斯人口变化图示